# Општина Чуперчени (Горж)
Чуперчени (рум. Ciuperceni) општина је у Румунији у округу Горж.
Oпштина се налази на надморској висини од 206 m.